# 港口马兜铃
港口馬兜鈴 (學名：Aristolochia zollingeriana)，又名恆春馬兜鈴、港口煙斗花。最初發現於恆春半島的港口地方，故以此命名。分布於台灣南部低海拔地區以及蘭嶼、綠島地區，以及日本、印度尼西亚和菲律宾。

## 外觀特徵
多年生攀緣性藤本，主莖光滑無毛，具6淺縱溝。葉互生，葉柄光滑、長約3公分，5-7條掌狀葉脈，葉片腎形或心臟形，有時葉下部呈耳狀突出，以致葉形呈3裂片狀，葉上表面光滑，下表面有毛。
總狀花序，於葉腋萌發3-4朵棕褐色花，苞片為卵形，花被喇叭狀長筒形，外部被毛；花管直或微彎，雄蕊6枚、花柱6裂。長筒圓形蒴果，具6條背脊，胞間開裂，種子多數，周邊具膜質翅，春至秋季開花。 

## 與昆蟲的關係
分布於台灣的數種馬兜鈴中，以港口馬兜鈴作為宿主植物的蝴蝶種類最多，如麝鳳蝶屬以及裳鳳蝶屬皆可以港口馬兜鈴作為食草。
以往由於生育地的破壞，使得港口馬兜鈴的族群數量急遽減少，一度被評估為瀕臨滅絕，連帶影響以此為食的黃裳鳳蝶和珠光鳳蝶族群數量，後由於愛蝶人士及保育人士大量栽培港口馬兜鈴，栽培地點遍及臺灣全島及蘭嶼地區，如今其植株數量已大大恢復至一定的程度。

## 擴展閱讀
- 維基物種上的相關：港口马兜铃

- http://tpbg.tfri.gov.tw/PlantContent.php?rid=749 （页面存档备份，存于）台北植物園植物資料庫 Aristolochiaceae馬兜鈴科